# Schneemobil

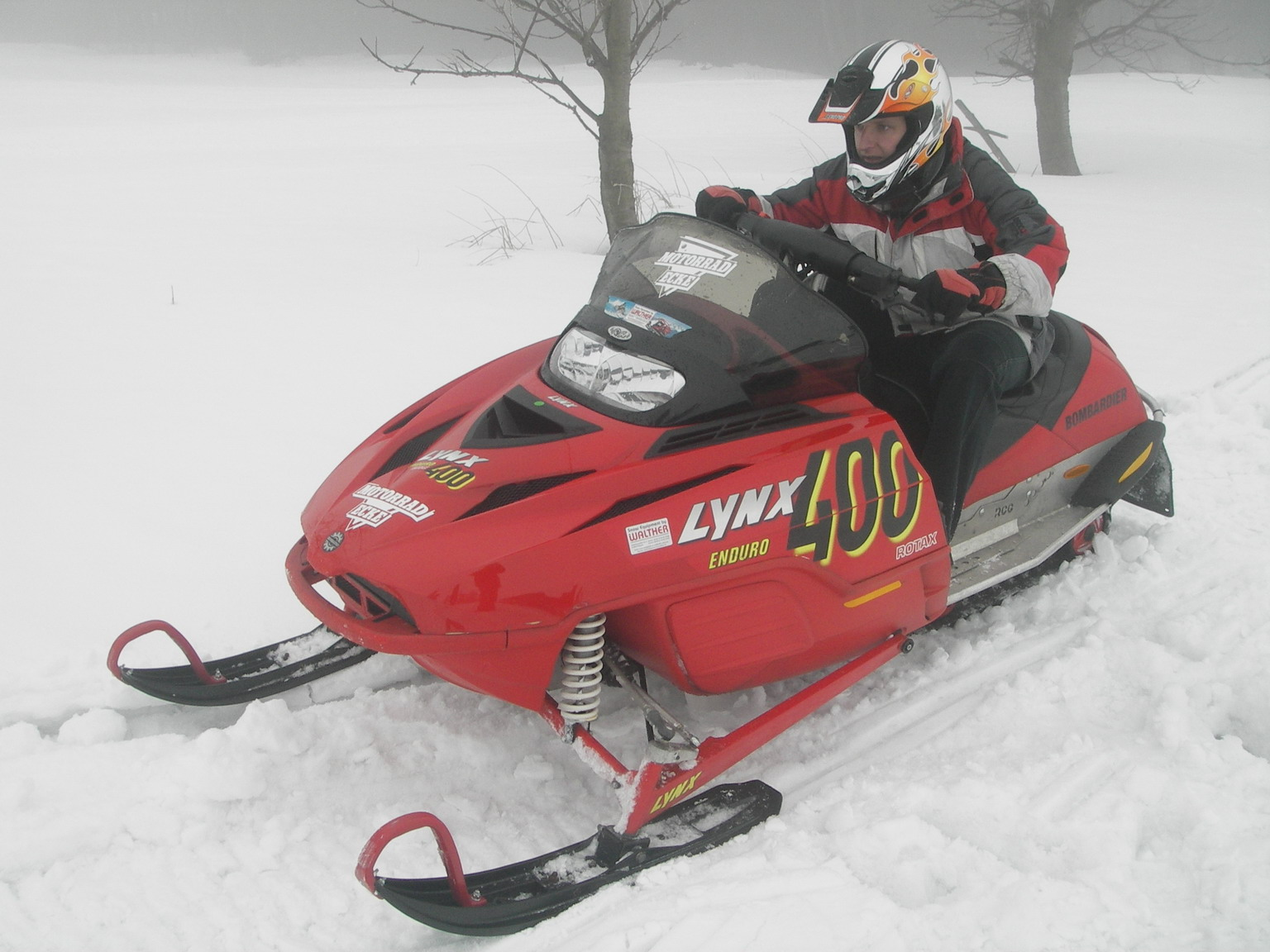
Lynx400

Als Schneemobil, Motorschlitten oder Schneemotorrad wird ein Kraftfahrzeug bezeichnet, das auf nicht präparierten Schneepisten ein bis zwei Personen transportieren kann.

## Begriffsbestimmung
Motorschlitten sind in der Schweiz gemäß Art. 14 VTS „mit Raupen versehene Motorfahrzeuge, die nicht durch Abbremsen einer Raupe gelenkt werden“ und ein Gewicht von höchstens 450 Kilogramm haben, sofern sie nicht Leicht- oder Kleinmotorfahrzeuge, Motoreinachser oder Motorhandwagen sind.

## Geschichte

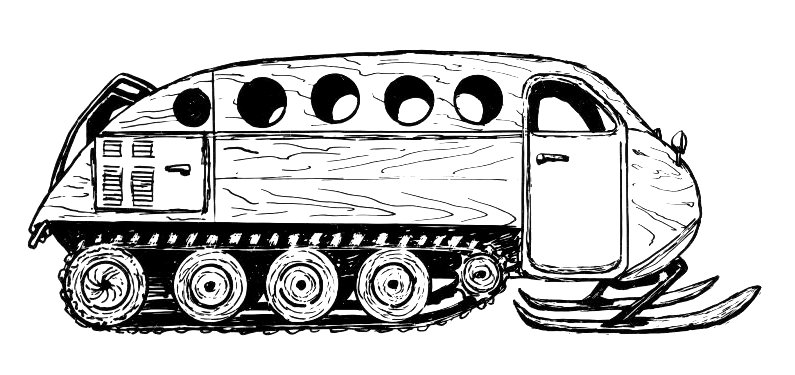
Auto-Neige B-12 von Bombardier

Die Vorläufer der heutigen Motorschlitten hatten Propellerantrieb. Die ersten Aerosani wurden um 1903 in Russland entwickelt. Auch Franz Wels in Böhmen und Ludwig Maurer in Nürnberg bauten nach 1900 propellergetriebene Schlitten. Scott setzte bei seiner Südpolexpedition Motorschlitten ein; diese waren aber den dortigen Anforderungen nicht gewachsen.
1922 baute Joseph-Armand Bombardier das erste moderne Schneemobil Ski-dog, das durch einen typografischen Fehler zu Ski-doo wurde, wie es bis heute als Marke des Herstellers Bombardier Recreational Products verwendet wird. Weitere Hersteller von Schneemobilen sind Arctic Cat, Polaris und Yamaha Motor.
Von 1941 bis 1942 wurde in der Sowjetunion auf Basis des Motorrads M-72 der Motorschlitten Motosani MS-1 mit zwei Lenkkufen vorne gebaut, 1971 der Motorschlitten Buran (Буран) mit einer Lenkkufe.
Kleine Ski-doos, die um 1960 in Österreich auf der Tauplitzalm aufkamen, hatten vorne nur eine einzige lenkbare Kufe, fuhren langsamer und benötigten daher nicht so viel Kippstabilisierung. 
In der Schweiz nimmt die Anzahl an immatrikulierten Motorschlitten ab, per 2010 waren 1361 Motorschlitten im Verkehr, per 2015 noch 1231 und per 2019 nur noch 1062.

## Verwendung
Schneemobile werden häufig als Transportmittel in Skigebieten eingesetzt, als Arbeitsgerät für Forstarbeiter und Rentierzüchter. In Nordfinnland werden Touristen Snowmobil-Safaris angeboten, bei denen eine Gruppe Touristen, geführt durch einen Ortskundigen, mit Schneemobilen längere Strecken zurücklegt. In Mitteleuropa werden Schneemobile im Winter von Liftbetrieben als Beförderungsmittel sowie von Bergrettungsorganisationen zur Pistenrettung eingesetzt. Der Patient wird dabei in einem Akia liegend, quer auf dem Heck des Schneemobils oder auf einem meist gefederten Anhänger befördert.
Für das Führen eines Motorschlittens ist in der Schweiz ein Führerausweis der Kategorie B1 Voraussetzung (Art. 4 VZV), im Übrigen gelten die Bestimmungen für Motorräder, beispielsweise bezüglich Kontrollschildern (Art. 14 VTS).

## Technik

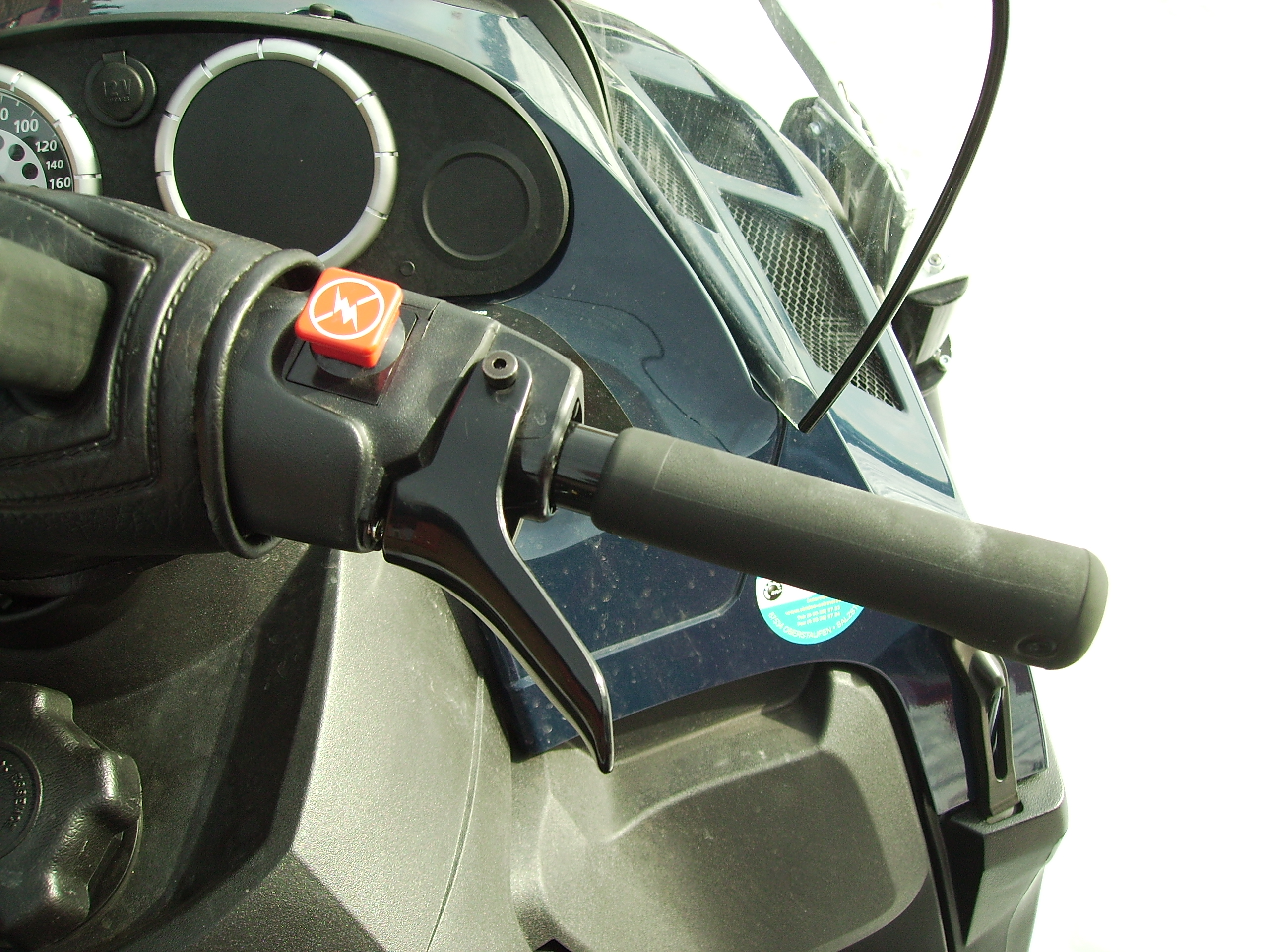
Daumengashebel eines Motorschlittens mit rotem Not-Aus-Knopf

Schneemobile werden durch Kufen – meist mit einem motorradähnlichen Lenker – gelenkt; die Motorkraft wird über eine Kette übertragen. Früher kamen ausschließlich luftgekühlte Zweitaktmotoren zum Einsatz; daneben wurden ab Mitte der 60er Jahre tausende luftgekühlter Wankelmotoren (aus dem Hause Sachs / Typ KM 24) verbaut. Beide Motorvarianten waren durchweg mit Seilzugstartern ausgestattet. In den letzten Jahren werden vermehrt auch flüssigkeitsgekühlte Viertaktmotoren verbaut. Die Motorleistung reicht von etwa 30 kW (41 PS) bis 220 kW (299 PS). Letztere werden für Rennserien in Nordamerika und Nordeuropa verwendet. Die Motorschlitten sind üblicherweise mit Automatikgetriebe und Gashebelheizung ausgestattet.
Die Motorleistung wird über eine Keilriemenautomatik mit Fliehkraftkupplung auf eine mittig angeordnete Antriebsraupe (Gleiskette) aus Gummi übertragen. Durch die lenkbaren Stahlblechski (meist mit Kunststoffaufsätzen) wird – mit Unterstützung durch Verlagerung des Körpergewichts – gesteuert. Zum Gasgeben wird kein Gasdrehgriff wie bei Motorrädern, sondern ein Daumengashebel wie bei Quads benutzt. Blockiert die Raupe, wird der Schlitten stark gebremst. Raupe und Ski sind mit Stoßdämpfern ausgestattet.
Fast jedes Schneemobil hat eine Totmanneinrichtung, ein Band, das Fahrzeug und Fahrer verbindet. Wird diese Verbindung getrennt, weil der Fahrer vom Fahrzeug fällt, schaltet sich der Motor automatisch ab.

## Wettbewerbe

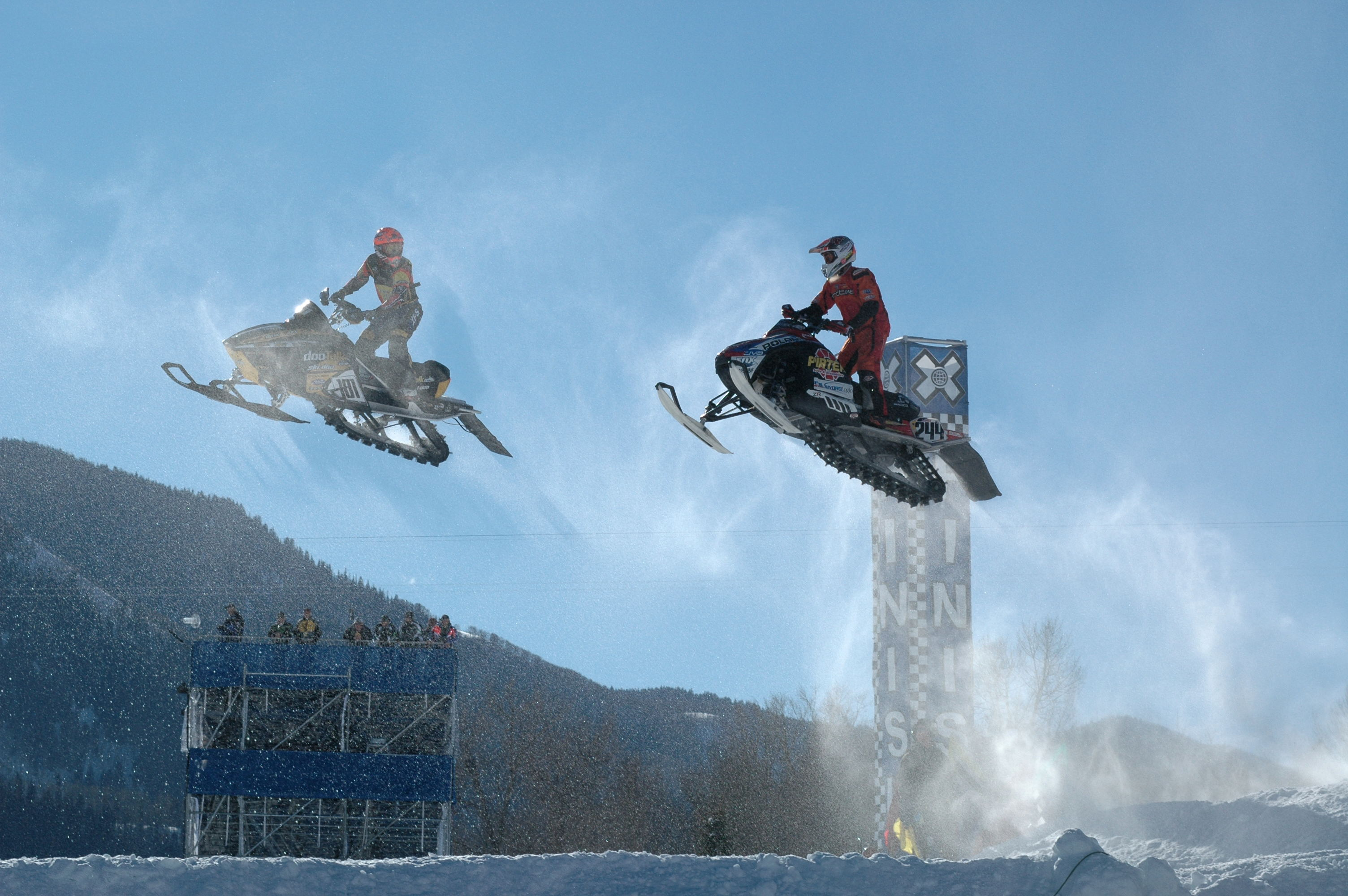
Weitsprungwettbewerb mit Schneemobilen

Es werden auch Wettbewerbe durchgeführt, meist in den Disziplinen Freestyle, Geschwindigkeit und Weitsprung, z. B. bei den  US-amerikanischen X-Games.